# Еутаназија
Еутаназија (грч. εὐθανασία; "добра смрт": εὖ, eu; "добра" – θάνατος, thanatos; "смрт") је убиство из милосрђа или самилости. Омогућавање лаке и безболне смрти неизлечивим болесницима који трпе неиздрживе болове. Већина правних система то сматра убиством, иако лекар може законито да одлучи да не продужи пацијентов живот или да изда лекове који ублажавају бол чак и када скраћују живот пацијента. Удружења која се залажу за закониту еутаназију постоје у многим земљама. Еутаназија може бити:
- вољна еутаназија када сама особа која жели еутаназију сматра да је њен живот недостојан живљења
- невољна еутаназија када особа није у стању да одлучи сама да ли жели еутаназију или не.
- еутаназија против нечије воље када се воља особе уопште не узима у обзир.

Треба направити разлику између еутаназије и потпомогнутог самоубиства. Еутаназија представља чин прекидања нечијег живота од стране лекара, а потпомогнуто самоубиство је када лекар обезбеђује средство којим ће особа сама извршити самоубиство. У првом случају улога лекара активна, а у другом је пасивна. У неким земљама постоје јавне контроверзе око моралних, етичких и правних питања еутаназије. Надлежности где је еутаназија законита обухвата следеће земље: Холандија, Канада, Колумбија, Белгија и Луксембург. Заговорници легализације еутаназије обично налазе оправдање за свој став у постојању терминалних болесника, стављају нагласак на ублажавање патње и очување телесног интегритета, самоопредељења, и личне аутономије. Противници еутаназије заступају став да се данас у ери савремене медицине болови могу елиминисати лековима и хируршким методама.

## Еутаназија у Европи
У Холандији је 2002. године донет закон који је легализовао еутаназију укључујући и потпомогнуто самоубиство. Овај закон кодификује двадесет година стару конвенцију о непоректању кривичног гоњења над лекарима који су извршили еутаназију у врло специфичним случајевима, под тачно одређеним околностима. Министарство здравља тврди да ова пракса дозвољава особама да достојанствено окончају свој живот након добијања свих типова палијативне неге.
У Белгији је парламент легализовао еутаназију 28.05.2002. године. Студија објављена 2010. године каже да они који се најчешчће одлучују за еутаназију су млађи мушкарци, оболели од рака. У скоро свим случајевима забележен је неподношљив физички бол. Еутаназија за пацијенте који нису терминално болести је била ретка. Око 1400 случајева годишње, од када је закон ступио на снагу, док је рекордних 1807 случаја забележено у 2013. години.
У Луксембургу парламент је изгласао закон који легализује еутаназију 20.02.2008. године. На првом читању 30 од 59 гласова било је за еутаназију. На другом читању 19.03.2009 закон је коначно усвојен, Тако је Луксембург уз Белгију и Холандију постао трећа земља у Европскох унији која је декриминализовала еутаназију. Пацијенти у терминалној фази болести се могу определити за еутаназију након примања одобрења од стране два доктора и панела експерата.

## Палијативна нега
Палијативна нега представља супротност еутаназији. Према Светској здравственој организацији палијативна нега је активна потпуна брига за болеснике чија болест више не реагује на поступак лечења. Сврха палијативног лечења је постизање најбољег квалитета живота терминално болесних и њихових близњих, и то помоћу контроле бола и контроле осталих симптома болесника те психолошке, социјалне и духовне помоћи. Смрт је саставни део живота, стога квалитет живота до самог достојанственог краја мора бити оптималан и не сме бити повезан са болом и патњом. Чланови породице терминално оболеле особе не смеју имати осећај да су они и њихов најближи напуштени, него да се циљ терапије мења од продужавања живота према квалитету живота. Палијативна нега је брига за болесника у терминалној фази леталне болести, а обухвата контролу и олакшавање физичких симптома, највише бола, одговарајућу његу и прехрану те психолошку и духовну помоћ болеснику и породици.

## Религиозна виђења

### Хришћанско виђење
Са аспекта хришћанства еутаназија је потпуно неприхватљив поступак. Према хришћанском учењу, Бог је створио човека по своме обличју (као Личност, а не индивидуалну). Тело човека је храм Духа Светога, те свако угрожавање људског живота уједно представља противљење Божијој вољи, а тиме и прекршај шесте (6) Божије заповести, „не убиј"!

## Домаће законодавство

### Србија
Еутаназија у кривичном праву Србије дефинисана је као засебно кривично дело, то јест привилеговани облик убиства. Да би била остварена као таква, потребно је да је учињена из самилости према лицу које је лишено живота због тешког здравственог стања. Поред тога, потребно је да је еутаназија извршена на изричит захтев лица које је лишено живота.
Ко лиши живота пунолетно лице из самилости због тешког здравственог стања у којем се то лице налази, а на његов озбиљан и изричит захтев,казниће се затвором од шест месеци до пет година.— Убиство из самилости, члан 117.

### Преднацрт Грађанског законика
У преднацрту закона каже се да се "право на еутаназију, као право физичког лица на сагласни и добровољни прекид живота може стећи ако се испуне прописани, хумани и медицински услови". У законским оквирима одредили би се ближи услови за еутаназију, док би злоупотреба била основ за кривичну одговорност.